# Departamento de Tumbaya
Tumbaya es uno de los 16 departamentos en los que se divide administrativamente la provincia de Jujuy (Argentina).

## Superficie, límites y accesos
El departamento tiene una superficie de 3442 km². Limita al oeste con la provincia de Salta, al sur con el departamento Doctor Manuel Belgrano, al este con los departamentos Tilcara y Ledesma y al norte con los departamentos Humahuaca y Cochinoca.

La principal vía de acceso es la RN 9, que atraviesa el departamento en su totalidad y en cercanías de la cual se ubican la mayor parte de las localidades. La RN 52 recorre hacia el oeste parte del departamento, desde la localidad de Purmamarca.

## Localidades y parajes
Las principales localidades del departamento son:
- Bárcena 139 hab.
- El Moreno 154 hab.
- Purmamarca 891 hab.
- Tumbaya 428 hab.
- Volcán 1121 hab.

Siendo Volcán la única que supera los 1000 habitantes.

## Población
Contó con 4658 habitantes (Indec, 2010), lo que representó un incremento del 2.3% frente a los 4553 habitantes (Indec, 2001) del censo anterior.
Para el censo 2022 el departamento registró 5381habitantes. Esto representó un aumento en la cantidad de personas del 15.5%, menos que el crecimiento poblacional provincial.
| Gráfica de evolución demográfica de Departamento de Tumbaya entre 1991 y 2022 |
|                                                                               |
| Fuente: censos nacionales del INDEC                                           |

## Educación y salud
Según datos oficiales, en el año 2011 el departamento contaba con un total de 30 establecimientos educativos, en su totalidad de gestión pública que atienden los requerimientos de niños y jóvenes desde el jardín maternal hasta la etapa posterior al nivel secundario.
El departamento cuenta con 12 centros de salud la mayoría de ellos dedicados a la atención primaria, distribuidos entre las distintas localidades.

## Puntos de interés

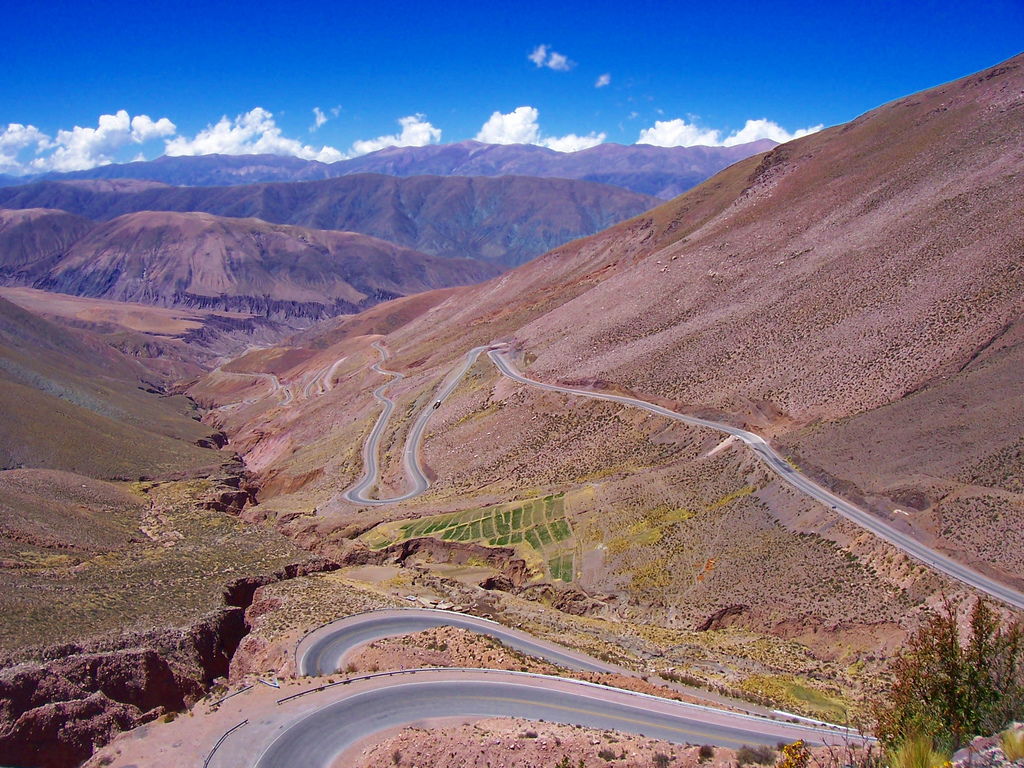
RN52 en la cuesta de Lipán, Jujuy

- Iglesia Nuestra Señora de los Dolores: Está ubicada en la localidad de Tumbaya Construida hacia mediados del siglo XVII, es un edificio relativamente pequeño, de planta rectangular, gruesos muros de adobe, y techo a dos aguas de baja altura. Responde a la tipología constructiva de otras iglesias y capillas de la región.[11] Fue declarada monumento histórico en el año 1941.[12]
- Cuesta de Lipán
- Salinas Grandes
- Purmamarca
- Cerro de los Siete Colores

## Sismicidad
La sismicidad del área de Jujuy es frecuente y de intensidad baja, y un silencio sísmico de terremotos medios a graves cada 40 años.
- Sismo de 1863: aunque dicha actividad geológica catastrófica, ocurre desde épocas prehistóricas, el terremoto del 4 de enero de 1863 (162 años),[14] señaló un hito importante dentro de la historia de eventos sísmicos jujeños, con 6.4 Richter.[13]
- Sismo de 1948: el 25 de agosto de 1848 (176 años) con 7.0 Richter, el cual destruyó edificaciones y abrió numerosas grietas en inmensas zonas[14][13]
- Sismo de 2011: el 6 de octubre de 2011 (13 años) con 6.2 Richter, produjo rotura de vidrios y mampostería.[13]